# جيم جيرارد
جيم جيرارد (بالإنجليزية: Jim Gerard)‏ هو دبلوماسي وسياسي نيوزلندي، ولد في 20 أكتوبر 1936. انتخب عضو مجلس النواب نيوزيلندا.